# 영원 (ZARD의 노래)
〈영원〉(일본어: 永遠)은 일본의 밴드 ZARD의 22번째 싱글로, 1997년 8월 20일 발매되었다.(8cm CD: JBDJ-1030) 곡의 작사는 사카이 이즈미가, 작곡과 편곡은 토쿠나가 아키히토가 담당하였다. 1997년 드라마 《실락원》(失楽園)의 주제가로 사용하기 위해 이전에 토쿠나가가 만들었던 곡을 다시 편곡한 노래로서, 이는 곧 ZARD의 대표곡이 되었다. 1999년 A사이드 곡을 타이틀곡으로 사용한 동명의 앨범을 발매했으며, 이 작품이 ZARD의 정규 앨범 중 마지막 밀리언셀러다. B사이드 곡은 〈I can't let go〉이며, 작사는 사카이 이즈미가, 작곡은 쿠리바야시 세이이치로가, 편곡을 후루이 히로히토가 맡았다.
작품은 1997년 9월 1일자 오리콘 싱글 차트에 1위로 처음 등장했으며, ZARD의 싱글 앨범 중에서 14번째로 많은 판매량을 기록했다.
한편, 표지에 쓰인 "永遠" 두 글자는 실락원의 저자 와타나베 준이치가 자필로 적은 것이다.

## 배경
A사이드 곡은 최소한 1996년부터 이미 존재했던 노래다. 작곡자 토쿠나가는 데모 테이프를 만들어 각 음반제작사로 보내지만 거절당하고, 작곡에 있어 정체를 겪어 음악가로서의 인생을 단념하려고 한다. 이 때, 평소 좋아하던 이글스의 〈Hotel California〉의 전주 부분 기타소리를 듣고선 자신이 좋아하는 노래를, 마치 취미로 만든 것 같은 노래를 만들어냈다. 사카이 이즈미는 우연히 방문한 빙의 오디션에서 토쿠나가가 작곡한 데모 테이프를 듣고서 크게 호평한 뒤 그를 추천한다. 1996년경, 비록 앨범에는 수록되어 있지 않았고 곡명은 〈Fallin' of the Rain〉이란 이름이었지만, 후렴구만은 이미 존재해서 캐논의 카메라 NEW EOS KISS의 광고 삽입곡으로 사용되고 있었다.
1997년 봄, ZARD는 와타나베 준이치의 동명의 베스트셀러를 원작으로 한 요미우리 TV의 드라마 《실락원》에 삽입될 곡을 두 곡 담당하게 되는데, 본편의 주제가로 사용될 곡으로 전부터 매우 마음에 들어 하던 발라드곡 〈Fallin' of the Rain〉을 사용하기로 마음먹었다. 다만 곡의 저작권을 캐논이 가지고 있었기에 ZARD의 제작진들은 캐논에 직접 찾아가 사용 허가를 부탁해야만 했다. ZARD의 레코딩 디렉터였던 와타베 료(渡部良)는 당시 상황에 대해 "캐논에 정중히 이 곡을 리메이크하고 싶다고 자세히 설명을 드렸고, 조금 이기적인 부탁이었지만 제안을 승낙해주셨습니다."라고 회상했다. 하지만 그 곡을 드라마 주제가로 바로 쓰기엔 문제가 있었는데, 〈Fallin' of the Rain〉이 밝고 상쾌한 느낌의 곡이었던 것에 반해 《실락원》은 남녀 간의 불륜을 다룬 드라마였기 때문이다.
드라마에 어울리는 곡으로 수정하기위한 편곡을 토쿠나가가 다시 맡게 되었고, 곡에 삽입되는 현악기와 코러스의 더빙을 뉴욕에 위치한 두 뮤지션이 담당했다. 한명은 우메노 타카노리(梅野貴典)였는데, 그는 ZARD가 소속된 빙의 초창기부터 작업을 해오던 인물로서, 당시 미국으로 건너가 음악 프로듀서로서 활동하고 있었고, 나머지 한명은 마이클 브라우어(Michael Brauer)라는 저명한 믹싱 엔지니어였다. 작업은 브라우어가 더빙한 것을 우메노가 모뎀과 ISDN을 이용해 일본에 곡을 전송하는 형태로 이루어졌는데, 당시는 인터넷망이 발달하기 이전이었기에 이는 매우 생소한 방식이었다. 다만 작사와 보컬을 담당한 사카이와 작곡자인 토쿠나가가 서로 만나서 함께 작업하지는 않았던 것으로 보인다.

### 영원의 의미
곡을 개작하는 과정에서 《실락원》의 저자 와타나베 준이치는 사카이 이즈미에게 "사카이씨 나름의 어른의 사랑을 표현해 달라."고 주문했다. 사카이는 '감춰둔 마음'을 테마로 가사를 바꿔나갔으며, 영원이라는 말이 더 깊이있고 무거운 의미로 전해지길 바랬다. 그녀는 곡의 주제인 두 사람의 영원한 사랑에 대해 고민했던 것으로 보이는데, 이는 1999년 2월 FM 도쿄의 《밀리언 나이츠》에서 "영원"이라는 문자의 의미에 대해 언급한 것에서 엿볼 수 있다. 그녀는 "연애 감정에 있어서 영원이란 무엇일까. 지금, 무엇이 자신에게 있어 행복한 것일까? 선택지가 많아서 잘 모르게 되었습니다. 연애도 계속 변하지 않는 마음으로 있는 것이 행복한 것인지, 서로가 성장하며 변해가는 것이 행복한 것인지, 어쩌면 이것은 이별과도 이어지는 것이니.. 솔직히 말해서 저도 이 영원이라는게 무엇인지 모색하고 있습니다."라고 이야기했다.
사카이 이즈미 본인은 곡에 대해 굉장히 만족감을 나타냈으며, 이내 ZARD를 대표하는 노래가 되었다. 1999년 2월 발매된 ZARD의 앨범 역시 이름을 《영원》이라 지었는데, 자신이 하고 있는 음악이 영원히 표준(standard)이 되었으면 좋겠다는 마음도 담겨있었다.

## 뮤직 비디오

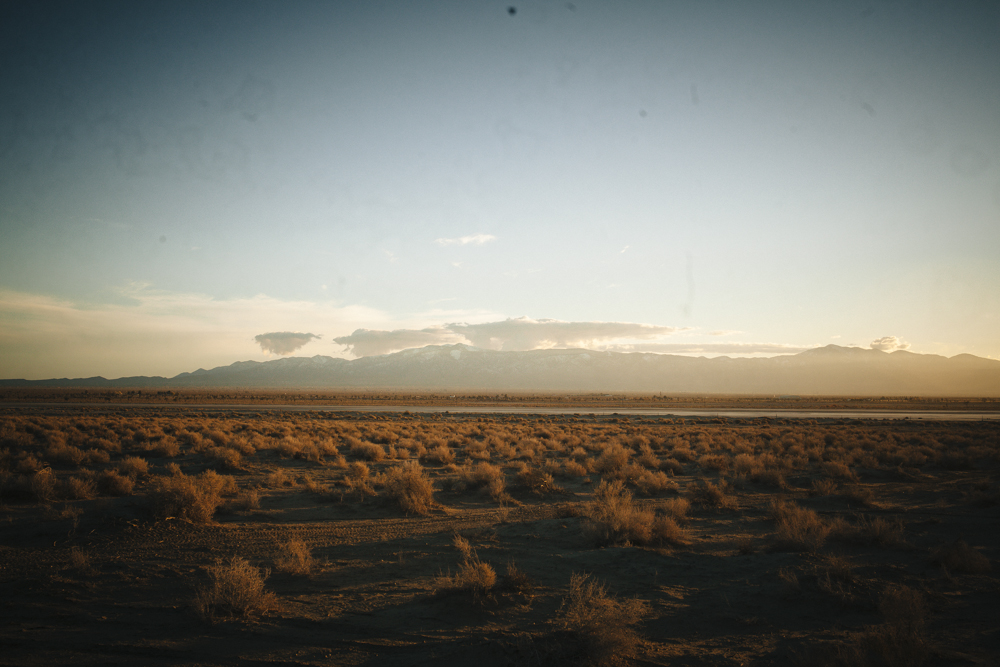
싱글 재킷과 PV의 촬영지 El Mirage Dry Lake

〈영원〉의 프로모션 비디오(PV)는 1997년 3월 촬영되었지만, 사실 곡에 사용하기 위해 찍은 영상은 아니다. ZARD는 해외 로케이션 때마다 계획을 짜놓고 움직여왔지만 엘 미라주 레이크(El Mirage Lake, 캘리포니아)를 방문하던 중, 어쩌다 촬영을 하게 됐고 여기에 헬기까지도 이용하게 돼버렸다. 촬영은 경찰의 도움을 받아 도로를 통제한 상태에서 이루어졌고, 이 장면은 B사이드 곡 〈I can't let go〉의 PV에 등장한다.(이 곡의 PV는 〈영원〉의 촬영 장면이다.) 싱글 표지에 등장하는 붉은 의상은 사카이 이즈미 본인이 고른 것이며, 사막에서 입어보고 싶었다고 한다. 또 PV에서 주행 중인 차의 보닛이 닫힌 장면과 열려있는 장면이 섞여있는데, 이것은 사카이가 운전 중 호기심에 보닛 레버를 잡아당긴 것으로, 이후 장면을 다시 촬영할 수 없어 그냥 사용한 것이다.
ZARD의 영상 전반을 도맡았던 타카노 아키히코(高野昭彦)는 사카이가 자신이 찍힌 영상을 계속해서 되돌려보고, 본인이 납득할 때까지 다시 찍는 인물이었다고 말한다. 그는 〈영원〉 촬영 당시의 여건이 좋지 않아 특히나 힘든 촬영이 되었다고 회상했는데, 이 날 역시 사카이가 적극적으로 촬영에 가담했기에 스케일감이 있는 영상이 나올 수 있었다고 한다. 후일 타카노는 ZARD 촬영 영상 중 야심작을 뽑아달라는 질문에 이 작품을 언급하기도 했다.

## 차트 성적
1997년 8월 20일 발매된 싱글은 9월 1일자 오리콘 싱글 차트에 처음 등장했다. 등장 주에 1위를 차지했으며, 차트에 총 13주간 머물렀다. 이 싱글 앨범은 ZARD가 현재까지 발표한 싱글 45장 가운데 14번째로 많은 판매고를 기록했다.

## 평가와 반응
사카이 이즈미가 사망하기 이전에 ZARD는 이 곡을 가지고 뚜렷한 활동을 한 적은 없다. 이는 ZARD가 1993년 이후로 어떠한 TV 음악 프로그램에 출연조차 하지 않았으며, 팬들 앞에서 공연한 경우도 몇 차례 없기 때문이다.
2009년 6월에 TV 아사히에서 방송된 그녀의 3주기 추모 영상에서 이 곡의 가사가 간접적으로나마 평가된 적이 있다. ZARD의 초창기부터 많은 곡들을 함께해온 레코딩 디렉터인 테라오 히로시(寺尾広)가 출연해 그녀의 작사에 대해 이야기하며, "사카이 이즈미는 가사 안에서 쇼와 시대의 여성상을 의식하고, 지향했던 것으로 생각한다. 무언가 견디고, 참아내는 면이 있던 쇼와 여성으로 있고 싶다는 세계관을 지니고 있었다."라고 말했는데, 이는 〈영원〉 자체에 대한 평가가 아니라 그녀의 곡 전반에 관한 이야기였지만, 이어지는 방송사의 편집에서 그 평가에 걸맞는 곡으로 〈영원〉의 후렴을 포함한 몇 줄의 가사를 조명하고 있다.
〈영원〉은 ZARD의 팬들에게 많은 사랑을 받았던 곡이기도 하다. 사카이가 사망한 바로 다음 달인 2007년 6월, 오리콘에서는 팬들을 대상으로 "ZARD의 작품 중에서 좋아하는 싱글 앨범"을 주제로 설문을 진행했는데, 39.0%(복수응답)의 득표를 기록하며 〈지지마세요〉, 〈흔들리는 마음〉, 〈마이 프렌드〉, 〈운명의 룰렛을 돌리며〉에 이어 다섯 번째로 높은 지지를 얻었다. 이 투표 결과는 오리콘이 제공하는 ZARD 콘텐츠 내 "ZARD의 좋아하는 싱글을 일거소개"라는 제목의 특집 페이지에 반영되어 있다. 같은 달 27일, 그녀의 추모회에서 새 베스트 앨범 제작이 언급되었는데, 이 앨범은 팬들이 인터넷과 엽서를 통해 수록곡을 결정할 수 있었다. 총 50만 표 이상이 집계되었으며, 〈그 미소를 잊지 말아요〉, 〈소녀 시절로 되돌아간 것처럼〉, 〈더없이 소중한 것〉에 이어 4위를 차지했다. 투표를 통해 만들어진 앨범은 2008년 1월 《ZARD Request Best ~beautiful memory~》라는 이름으로서 발매되었고, 곡은 2007년 추모 라이브에서 불렸던 버전이 수록되었다.
음악 전문 웹사이트인 CD 저널에서는 이 곡에 대해 "꾸밈이 없으며, 더없이 아카펠라에 가까운 곡"이라 소개하고 있다. 빌보드 재팬에서는 "복잡한 연애를 테마로 그려냈고, 심플한 사운드에 평온한 노랫소리가 좋은 발라드 곡이다. 아카펠라에 가까운 보컬과 오케스트라를 적용시킨, 전례가 없는 이색적인 작품"이라고 설명했다.

## 다른 편곡
1999년 발매된 첫 베스트 앨범의 초회 특전에서 이 곡의 영어 개사버전이 공개되었으며, 직접 부르는 장면은 등장하지 않지만 이듬해 발매된 〈ZARD Cruising & Live〉에 딸린 라이브 콘서트 영상에도 삽입되어있다. 이 버전이 가사까지 공개된 것은 2012년에 ZARD 데뷔 20주년을 기념해 발매된 앨범 컬렉션이며, 곡의 영역(英譯)을 AMY가 했다고 기록하고 있다. 2004년에 있었던 처음이자 마지막 콘서트 투어의 오프닝으로 사용되었던 영상에서 이 노래의 또 다른 편곡이 사용되며, 이는 보컬이 전혀 등장하지 않고 오케스트라 연주만 흘러나오는 버전으로서 38번째 싱글 〈더없이 소중한 것〉에 수록되어있다. 수록된 곡명은 〈영원〉(What a beautiful moment Tour Opening Ver.)이다.
여러 악기를 이용해 연주된 다른 버전들도 있다. 1997년에 발매된, 드라마 실락원의 사운드 트랙을 모아놓은 앨범 《실락원 Original Soundtrack》에 연주곡으로 두 트랙이 할당되어있으며, 사용된 악기는 각각 피아노와 소프라노 색소폰이다. 같은 음반제작사에 소속된 연주자들이 곡의 리메이크를 하기도 했는데, 2008년에 피아니스트 하네다 히로미는 〈영원〉의 피아노 편곡 버전을 담은 앨범을 발매했으며, 2014년 바이올리니스트 Mei 역시 바이올린 편곡이 담긴 앨범을 발매했다.
일본의 가수 겸 배우 시바사키 코우는 자신이 이 곡의 팬임을 밝히고, 2016년 7월 20일 발매된 리메이크 앨범 《속 코우우타우》(続こううたう)의 마지막 트랙에 이 곡을 넣었다. 2018년에 소속사 빙, 그리고 소속 아티스트 다이고가 각각 창립 40주년, 40세가 되어 기념 커버 음반이 제작되었다. 같은 해 12월 5일  《Deing》이라는 이름으로 발매되었으며 이 곡은 4번 트랙에 수록되어 있다.

## 수록곡
| #            | 제목                                      | 작사          | 작곡                  | 편곡              | 재생 시간 |
| ------------ | ----------------------------------------- | ------------- | --------------------- | ----------------- | --------- |
| 1.           | 〈〈영원〉〉 (永遠)                       | 사카이 이즈미 | 토쿠나가 아키히토     | 토쿠나가 아키히토 | 3:49      |
| 2.           | 〈〈I can't let go〉〉                    | 사카이 이즈미 | 쿠리바야시 세이이치로 | 후루이 히로히토   | 4:25      |
| 3.           | 〈〈영원〉〉 (Original Karaoke)           |               |                       |                   | 3:49      |
| 4.           | 〈〈I can't let go〉〉 (Original Karaoke) |               |                       |                   | 4:22      |
| 총 재생 시간 | 총 재생 시간                              | 총 재생 시간  | 총 재생 시간          | 총 재생 시간      | 16:25     |

## 크레딧
아래는 《영원》 음반 재킷에서 발췌한 것이다.
- 코러스: MARY, SUZZY, 마이크 워싱턴(Mike Washington)
- 기타 & 베이스: 토쿠나가 아키히토(徳永暁人)
- 현악기: 시노자키 스트링스(Shinozaki Strings)
- 믹싱: 마이클 브라우어(Michael Brauer)

## 주해
1. ↑  캐논의 광고 음악으로 삽입된 편곡은 2001년에 발매된 두 번째 셀렉션 앨범 《ZARD BLEND II ~LEAF&SNOW~》에 수록되어 있다.
2. ↑  나머지 한 곡은 특별편에 삽입된 〈Love is Gone〉이며, 23번째 싱글에 수록되어 있다.
3. ↑  토쿠나가는 2016년 인터뷰에서 본인은 사카이와 직접 대화한 적이 거의 없다고 회상했다. 그는 엔지니어와 나가토 다이코(長戸大幸, 프로듀서/빙의 회장)가 우선 사카이로부터 곡의 느낌에 대해 전해 듣고, 이걸 다시 전달받는 방식으로 작업이 진행되었다고 말한다.[8]

## 참고 문헌
- Being (감수) (2007). 《きっと忘れない: ZARD OFFICIAL BOOK》. J-ROCK 매거진. ISBN 9784916019493.